# Nyctimene masalai
Nyctimene masalai — вид рукокрилих, родини Криланових.

## Середовище проживання
Країни проживання: Папуа Нова Гвінея.